# Cantone di Chablis
Il Cantone di Chablis è una divisione amministrativa dell'arrondissement di Auxerre e di Avallon.
A seguito della riforma complessiva dei cantoni del 2014 è passato da 11 a 62 comuni.

## Composizione
Prima della riforma del 2014 comprendeva i comuni di:
- Aigremont
- Beine
- Chablis
- Chemilly-sur-Serein
- Chichée
- Chitry
- Courgis
- Fontenay-près-Chablis
- Lichères-près-Aigremont
- Préhy
- Saint-Cyr-les-Colons

Dal 2015 comprende i comuni di:
- Aigremont
- Angely
- Annay-sur-Serein
- Annoux
- Beine
- Béru
- Bierry-les-Belles-Fontaines
- Blacy
- Carisey
- Censy
- Chablis
- La Chapelle-Vaupelteigne
- Châtel-Gérard
- Chemilly-sur-Serein
- Chichée
- Chitry
- Cisery
- Courgis
- Étivey
- Fleys
- Fontenay-près-Chablis
- Fresnes
- Grimault
- Guillon
- L'Isle-sur-Serein
- Jouancy
- Lichères-près-Aigremont
- Lignorelles
- Ligny-le-Châtel
- Maligny
- Marmeaux
- Massangis
- Méré
- Môlay
- Montigny-la-Resle
- Montréal
- Moulins-en-Tonnerrois
- Nitry
- Noyers
- Pasilly
- Pisy
- Poilly-sur-Serein
- Pontigny
- Préhy
- Rouvray
- Saint-André-en-Terre-Plaine
- Saint-Cyr-les-Colons
- Sainte-Vertu
- Santigny
- Sarry
- Sauvigny-le-Beuréal
- Savigny-en-Terre-Plaine
- Sceaux
- Talcy
- Thizy
- Trévilly
- Varennes
- Vassy-sous-Pisy
- Venouse
- Vignes
- Villeneuve-Saint-Salves
- Villy